# Herman Bangs Mindelegat
Herman Bangs Mindelegat var et legat, der fra 1948 til 2000 uddeltes af Dansk Forfatterforening for et skønlitterært arbejde af høj standard fra den afvigte bogsæson, regnet fra januar til januar eller til et forfatterskab af høj litterær værd. Legatet var opkaldt efter forfatteren Herman Bang.
Der findes også et legat af samme navn, der tildeles skuespillere og instruktører.
Legatet er nu lagt sammen med andre legater i Adam Oehlenschlaeger, Emil Aarestrup, Herman Bang og Johannes Ewald Fonden.

## Modtagere
- 2000 Arthur Krasilnikoff
- 1997 Klaus Rifbjerg
- 1996 Naja Marie Aidt
- 1995 Jens Christian Grøndahl
- 1994 Bo Green Jensen
- 1993 Peter Høeg
- 1992 Carl Bang
- 1991 Anne Marie Ejrnæs
- 1990 Peter Seeberg
- 1989 Henning Mortensen
- 1988 Preben Major Sørensen
- 1987 Hanne Marie Svendsen
- 1986 Peer Hultberg
- 1985 Jette Drewsen
- 1984 Christian Skov
- 1983 Bjarne Reuter
- 1982 Vibeke Grønfeldt
- 1981 Egon Nielsen
- 1980 Palle Fischer
- 1979 Henrik Bjelke
- 1978 Halfdan Rasmussen
- 1977 Martha Christensen
- 1976 Gynther Hansen
- 1975 Karen Enevold
- 1974 Lise Sørensen
- 1973 Dorrit Willumsen
- 1972 Harald Herdal
- 1971 Knuth Becker
- 1970 Jacob Paludan
- 1969 Harald H. Lund
- 1967 Sigurd Elkjær
- 1966 Leif Panduro
- 1965 Sigfred Pedersen
- 1964 Ingeborg Buhl
- 1963 Ole Sarvig
- 1962 Nils Nilsson
- 1961 Aase Hansen
- 1960 Hans Kirk
- 1959 Aage Dons
- 1958 Erik Aalbæk Jensen
- 1957 Cai M. Woel
- 1956 Harald Herdal
- 1955 Kelvin Lindemann
- 1954 Peter Freuchen
- 1953 Edith Rode
- 1952 Palle Lauring
- 1951 Jacob Paludan
- 1950 Carl Erik Soya
- 1949 Helene Paider (pseudonym for Ingeborg Johansen)
- 1948 Knud Sønderby